# Daggklotterlav
Daggklotterlav (Lecanographa lyncea) är en lavart som först beskrevs av James Edward Smith, och fick sitt nu gällande namn av Egea & Torrente. Daggklotterlav ingår i släktet Lecanographa och familjen Roccellaceae.  Arten är reproducerande i Sverige. Inga underarter finns listade i Catalogue of Life.